# Mesochorus zyganaus
Mesochorus zyganaus är en stekelart som beskrevs av Schwenke 1999. Mesochorus zyganaus ingår i släktet Mesochorus och familjen brokparasitsteklar. Inga underarter finns listade i Catalogue of Life.